# Micro-région de Tiszaújváros
La micro-région de Tiszaújváros (en hongrois : tiszaújvárosi kistérség) est une micro-région statistique hongroise rassemblant plusieurs localités autour de Tiszaújváros.